# クラウス・ノミ
クラウス・ノミ（Klaus Nomi, 1944年1月24日 - 1983年8月6日）は、ドイツ出身でアメリカ・ニューヨークを拠点に活動した歌手。本名はクラウス・シュペルバー（Klaus Sperber）。そのスタイルはオペラ、ニュー・ウェイヴ、ディスコなど多岐にわたる。エイズで死亡した最初の著名人としても知られる。

## 経歴
バイエルン州インメンシュタット（Immenstadt）内のラートホルツという集落で生まれた。母親は戦乱を避けてノルトライン＝ヴェストファーレン州エッセンから逃れてきており、4歳の時にノルトライン=ヴェストファーレン州ラングシェーデに移った後、エッセンに戻りそこで育った。
10代の頃にマリア・カラスなどのオペラやポップミュージックに影響を受け、オペラ歌手を志すもその望みはかなわず、菓子職人の道を選んだ。その傍らエッセン劇場でエキストラとしても働いていた。その後ベルリンに移住してボーカルを学んだ後、ゲイ向けディスコ「テッククライストカジノ」でオペラアリアを歌う傍ら、ベルリン・ドイツ・オペラで案内役として働いていた。1972年にベルリンの音楽学校を卒業するが彼を受け入れる劇場はなく、翌1973年にニューヨークに移住する。
ニューヨークではカウンター・テナーとしての教育を受け、同時期にクラウス・ノミという芸名を与えられてマンハッタンの地下劇場でライブ活動を行う。並外れたパフォーマンスと才能でニューヨークのアンダーグラウンド・シーンで認められるようになった。歌手活動の傍らホテルのパティシエもしており、菓子作りの腕は職人並でケーブルテレビなどで紹介されたりもしていた（得意な菓子はライム・タルト）。
1978年にデヴィッド・ボウイに見出され、1979年からボウイのバックコーラスとしてパートナーのジョーイ・アリアスとともに抜擢され、テレビ出演時に「歌う菓子職人」として注目された。テレビ出演直後のライブでは会場に大量のファンが押し寄せるようになり、満を持して1980年にシングル「Keys of Life」でレコード・デビューする。そして1981年にはファーストアルバムの『Klaus Nomi』を発表。音楽番組「Bio’s Bahnhof」でドイツのテレビに初めて出演する。1982年にはセカンドアルバム『Simple Man』をリリースするが、既にこの頃にはHIVに感染しており、自身の身体はすっかり衰弱していた。同年末のドイツでのツアーを終えてニューヨークに戻った後の1983年8月6日夜、マンハッタンの病院でジョーイ・アリアスに看取られながらエイズにより39年の生涯を終えた。遺灰はニューヨークの街に撒かれた。
2005年に関係者などの証言などを集めたドキュメンタリー映画「ノミ・ソング」（The Nomi Song）が製作され、再び注目を集めた。

## ディスコグラフィー

### アルバム
- Klaus Nomi, 1981 (邦題：オペラ・ロック)
- Simple Man, 1982
- Encore!, 1983
- In Concert (Live), 1986
- The Collection (Best), 1991
- Essential (Best), 1995
- Za Bakdaz, 2007 (友人の仕事による「未完のオペラ」)

### オムニバス
- Urgh! A Music War, 1981 (Total Eclipse)
- スネークマンショー「急いで口で吸え!」, 1981 (The Cold Song)

### シングル
- Total Eclipse / Total Eclipse, 1981(Urgh!A Music War!より･プロモーション用)
- You Don't Own Me / Falling In Love Again, 1981
- Lightning Strikes / Falling In Love Again, 1982
- Nomi Song / The Cold Song, 1982
- Ding Dong The Witch Is Dead / Death, 1982
- Simple Man / Death, 1982
- Ding Dong / ICUROK, ?
- The Cold Song / Wasting my Time,1983
- ICUROK　?
- The Cold Song / Keys Of life, 1984 (映画「愛の記念に」主題曲)
- Ding Dong / Samson and Delilah, 1985
- Za Bakdaz / Silent Night, 1998

### ミュージックビデオ
- クラウスノミよ永遠に, 1984

### ムービー
- Ex und Hopp, 1972
- Mr.Mike's Mondo Video, 1979
- The Long Island Four, 1980
- Urgh! A Music War (オムニバス), 1981 (Total Eclipse)
- The Nomi Song, 2005

### 映像作品
- TV Party: Halloween Show (1979)